# Marta Marcinkowska
Marta Marcinkowska (ur. 8 czerwca 1998 w Gdańsku) – polska koszykarka występująca na pozycjach niskiej lub silnej skrzydłowej, od 2023 zawodniczka MKS-u Pruszków.

## Osiągnięcia
Stan na 5 maja 2024, na podstawie, o ile nie zaznaczono inaczej.

### Drużynowe

#### Seniorskie
5x5
- Brązowa medalistka I ligi (2020)
- Uczestniczka międzynarodowych rozgrywek Eurocup (2016/2017)

3x3
- Uczestniczka Lotto 3x3 Ligi Kobiet (2023 – 4. miejsce, 2024 – 6. miejsce)

#### Młodzieżowe
5x5
- Mistrzyni Polski:
  - juniorek starszych (2016, 2018, 2020)[3][4][5]
  - Polski juniorek (2014)[6]
- Wicemistrzyni Polski kadetek (2014)
- Brązowa medalistka mistrzostw juniorek starszych (2017)

3x3
- Mistrzyni:
  - młodzieżowych mistrzostw Polski 3x3 U–23 (2021)
  - Pomorza 3x3 U–23 (2020, 2021)
  - halowa Pomorza 3x3 U–23 (2019)
- Brązowa medalistka młodzieżowych mistrzostwa Polski 3x3 U–23 (2020)

### Indywidualne
- Zaliczona do I składu grupy A I ligi kobiet (2023)[7]

### Reprezentacja

#### 5x5
Młodzieżowa
- Uczestniczka mistrzostw Europy U–16 dywizji B (2014 – 5. miejsce)

#### 3x3
Seniorska
- Uczestniczka:
  - igrzysk europejskich (2023 – 15. miejsce)
  - mistrzostw Europy FIBA 3x3 (2023 – 7. miejsce)
  - FIBA 3x3 Women’s Series (2023)
  - kwalifikacji do mistrzostw Europy FIBA 3x3 (2023)

Młodzieżowe
- Brązowa medalistka FIBA 3x3 U–23 Nations League (2021)[8]
- Uczestniczka:
  - mistrzostw:
    - świata FIBA 3x3 U–18 (2015 – 15. miejsce)
    - Europy FIBA 3x3 U–18 (2015 – 13. miejsce)

  - FIBA 3x3 U–23 Nations League (2019, 2021)
  - World Urban Games (2019 – 7. miejsce)
  - kwalifikacji do mistrzostw świata FIBA 3x3 U–18 (2015 – 2. miejsce)